# Cristianesimo in Asia
Il cristianesimo ha le sue radici stesse in Asia, avendo avuto origine dalla vita e dagli insegnamenti di Gesù nella Palestina romana del I secolo. Molto velocemente la nuova fede si diffuse attraverso l'opera evangelizzatrice dei suoi apostoli, inizialmente nel Levante, prendendo forma e radicandosi in grandi città come Gerusalemme ed Antiochia.
Secondo la tradizione l'ulteriore espansione verso est si è verificata tramite la predicazione di Tommaso apostolo, che stabilì il cristianesimo nell'impero partico (in Persia, l'attuale Iran) e in India. Le prime nazioni del Medio Oriente ad adottare il cristianesimo come religione di Stato furono l'Armenia nel 301 e la Georgia nel 327.
A seguito del Concilio di Efeso del 431 e dello scisma nestoriano in cristianesimo si suddivise in una versione più occidentale (la chiesa latina romana) ed in una orientale (la Chiesa d'Oriente nestoriana); questi ultimi iniziarono da parte loro il tentativo di conversione dei mongoli intorno al VII secolo. Il Nestorianesimo è stato poi con tutta probabilità introdotto in Cina durante la dinastia Tang (618-907).
La popolazione dei mongoli tendeva ad essere tollerante nei confronti delle differenti idee religiose, con certe tribù al suo interno che si ritrovarono ad essere principalmente cristiane e sotto la guida del nipote di Gengis Khan, il Gran Munke, il cristianesimo contribuì anche ad avere una piccola influenza religiosa nei confronti del neonato impero mongolo nel corso del XIII secolo.
Il missionario francese appartenente all'ordine dei frati predicatori, Giordano di Séverac, seguì la via della Persia e dell'India nel 1321-22; riuscì a riferire a Roma (a quanto pare da qualche parte sulla costa dell'India occidentale intorno all'attuale Mumbai) di aver dato sepoltura cristiana a quattro compagni monaci finiti martirizzati da fanatici musulmani. Giordano è conosciuto soprattutto per il suo "Mirabilia" del 1329 in cui descrive le meraviglie d'Oriente di cui è stato testimone: diede il miglior resoconto (fornito da qualsiasi altro europeo nel Medioevo, superiore anche a Marco Polo) delle regioni indiane visitate, dei suoi prodotti peculiari, del clima e dei costumi, della fauna e della flora.
La diocesi di Quilon o "Kollam", nello stato del Kerala in India, è la prima diocesi cattolica istituita in tutta l'Asia, sede di fondazione della chiesa cattolica in India; fondata nel 1329, quando il papa Giovanni XXII (allora in cattività ad Avignone) eresse Quillon a prima diocesi di tutte le Indie, suffraganea della Arcidiocesi di Soltania in Persia; questo attraverso la bolla pontificia intitolata Romanus Pontifix promulgata il 9 agosto. Lo stesso 21 agosto ne nominò poi Giordano di Séverac suo primo vescovo.
Nello stesso periodo si compì un certo sforzo per cercar di riunire l'Oriente all'Occidente cristiano; vi sono stati anche numerosi viaggi missionari i quali partivano dall'Europa in direzione delle Indie, soprattutto da parte di francescani, domenicani e della Compagnia di Gesù. Nel corso del XVI secolo gli spagnoli iniziarono a convertire i filippini. Nel XVIII secolo il cattolicesimo cominciò a svilupparsi più o meno indipendentemente nella penisola coreana.
Allo stato attuale, il cristianesimo continua ad essere la religione di maggioranza nelle isole Filippine, a Timor Est, in Armenia, Georgia, Cipro e in Russia; mentre ha significative minoranze in Corea del Sud, Cina, India, Indonesia, Vietnam, Singapore, Hong Kong, Giappone, Malaysia, Kazakistan, Kirghizistan, Libano, Siria e in diversi altri paesi asiatici del Medio Oriente per una popolazione cristiana totale di oltre 295 milioni di persone.

## Diffusione precoce nel continente asiatico

### Levante
Il cristianesimo si diffuse attraverso il Mediterraneo orientale fin dal I secolo. Uno dei centri principali della primissima cristianità fu la città di Antiochia, in precedenza capitale del regno ellenistico della dinastia seleucide, che si trova in quella che è oggi la moderna Turchia. Antiochia fu evangelizzata per la prima volta forse da Pietro apostolo, secondo quella tradizione per cui il patriarcato di Antiochia rivendica ancora la sua richiesta di primato. In ogni qual modo, certamente la città fu visitata più volte da Paolo di Tarso accompagnato da Barnaba; ed i suoi convertiti sono stati i primi ad essere chiamati con la denominazione di "cristiani".
Essi si moltiplicarono con estrema rapidità e durante il regno di Teodosio I (347-95) l'arcivescovo di Costantinopoli Crisostomo (347-407) ne stimò il numero a circa 100.000 persone. Tra il 252 e il 300 ben dieci riunioni assembleari della chiesa si sono tenute ad Antiochia, la quale divenne ben presto sede di uno dei cinque originali patriarcati (o pentarchia, assieme a Gerusalemme, Alessandria d'Egitto, Costantinopoli e Roma).

#### Caucaso
L'Armenia e la Georgia sono stati i primi due paesi ad adottare il cristianesimo ufficialmente come religione di stato, rispettivamente nel 301 e nel 327.
Il cristianesimo era stato precedentemente predicato in terra armena da ben due dei dodici apostoli di Gesù, Taddeo e Bartolomeo, tra il 40 e il 60 d.C. A causa di questi suoi due fondatori, il nome ufficiale della chiesa qui sorta è quello di chiesa apostolica armena, ed è considerata la più antica chiesa nazionale del mondo. A seguire, la chiesa dell'Albania caucasica fu fondata nel 313, dopo che l'Albania caucasica (che si trovava in quello che è oggi l'Azerbaigian) divenne uno stato cristiano.
In Georgia il cristianesimo è stato tradizionalmente predicato dagli apostoli Simone il Cananeo e Sant'Andrea nel corso del I secolo. Divenne la religione di Stato dei Kartli (regno di Iberia, la regione attorno all'attuale Tbilisi) nel 327. La conversione della Georgia al cristianesimo e accreditata agli sforzi missionari di Cristiana di Georgia (conosciuta col nome maschile di "Nino" ed originaria della Cappadocia, 290-338).

#### Impero partico
Il cristianesimo si diffuse ulteriormente verso l'est sotto la dominazione dell'impero partico, che mostrò un'elevata tolleranza in fatto di questioni religiose. In accordo con la tradizione il proselitismo cristiano in Asia centrale ebbe il suo principio in Mesopotamia e nell'altopiano iranico, sotto la responsabilità e supervisione di San Tommaso apostolo, già durante il I secolo. San Tommaso è anche stato accreditato per aver fondato il cristianesimo in India.
I cristiani mesopotamici ed iranici furono presto organizzati sotto l'autorità di diversi vescovi ed erano presenti con una delegazione al primo concilio di Nicea del 325.

### Espansione in Asia centrale
La diffusione del cristianesimo in Asia centrale sembra esser stata facilitata anche dall'ampia presenza della lingua greca in loco (nell'impero seleucide, nel Regno greco-battriano e nel Regno indo-greco), così come dell'aramaico, la lingua principale di Gesù Cristo. La diffusione degli ebrei in Asia, fin dai tempi della deportazione a Babilonia (vedi esilio babilonese) e la presa di Gerusalemme da parte di Tito, paiono anch'essi esser stati uno dei fattori che contribuì al successivo sviluppo cristiano in quelle terre.
Uno dei primi riferimenti noti della presenza di comunità cristiane in Asia centrale è dato dallo scritto di Bardesane, maestro dello gnosticismo, datato 196.
Anche i Sasanidi si dimostrano piuttosto tolleranti nei riguardi della fede cristiana, almeno fino a quando non fu intrapresa una persecuzione da parte di uno dei gran sacerdoti dello zoroastrismo di nome Kartir, sotto il regno di Bahram II (276-93). Ulteriori persecuzioni sembrano aver avuto luogo anche sotto Sapore II (310-79) e Iazdegerd II (438-57); esse portarono (soprattutto quella del 338) gravi danni alla fede.

### India (I secolo)
Secondo le registrazioni completate da Eusebio di Cesarea sotto il titolo di Storia ecclesiastica fu agli apostoli Tommaso e Bartolomeo a cui vennero assegnate, col compito di evangelizzarle, la Partia (il moderno Iran) e l'India. Al tempo della creazione del cosiddetto "secondo impero persiano", corrispondente all'impero partico (fino al 224 circa), c'erano vescovi della chiesa d'Oriente stabiliti nel nordovest del subcontinente indiano, in Afghanistan e in Belucistan (comprendenti parti degli attuali Iran e Pakistan), con i laici ed il clero similmente impegnati in attività missionaria.
Un'opera siriaca databile al III secolo e conosciuta come Atti di Tommaso collega il ministero indiano dell'apostolo con due sovrani, uno del nord e l'altro del sud; secondo gli Atti "Tommaso fu dapprima riluttante nell'accettare questa missione, ma il Signore gli apparve in una visione notturna e lo costrinse ad accompagnare un commerciante indiano (un certo Abbanes o Habban) nella sua patria, nel nordovest dell'India". Lì Tommaso si ritrovò al servizio del primo sovrano del regno indo-parto, di nome Gondofare; il ministero dell'apostolo provocò molte conversioni in tutto il regno, tra cui anche il re e suo fratello.
Tommaso si diresse successivamente in direzione sud, nell'attuale Kerala, ed ivi battezzò i coloni ebrei che vi trovò ed alcuni indigeni, i cui discendenti formano i cristiani di San Tommaso o "siriani Nasrani del Malabar".
Assemblando e mettendo insieme le varie tradizioni pervenuteci la storia suggerisce che Tommaso lasciò il nordovest della penisola indiana quando questa si trovò minacciata da un'invasione, e viaggiò via mare sino alla costa del Malabar lungo la sponda sudoccidentale del continente indiano, forse visitando anche - lungo la rotta - l'Arabia ad est e Socotra (nell'Oceano indiano al largo del Corno d'Africa). Approdò infine presso l'ex fiorente porto di Muziris, su un'isoletta nei pressi di Cochin, nell'anno 52.
Da lì cominciò a predicare il vangelo lungo tutta la costa del Malabar; la varie chiese da lui fondate erano situate principalmente lungo il corso del fiume Periyar e dei suoi affluenti, oltre che lungo la zona costiera, ove si trovavano colonie ebraiche. Predicò a tutte le categorie di persone, compresi i membri delle quattro principali caste; più tardi croci di pietra sarebbero state erette nei luoghi in cui vennero fondate le prime chiese, divenendo col tempo centri di pellegrinaggio. Secondo la consuetudine apostolica dei maestri tra gli anziani della comunità, i quali avrebbero costituito il primo ministero della chiesa di Malabar.
Tommaso nel frattempo avrebbe proceduto via terra lungo la costa del Coromandel nell'estremo sudest indiano, per giungere in quella regione che oggi è la zona di Chennai (o Madras), ove furono convertite molte persone oltre ad un re locale. Un'ulteriore tradizione narra che da lì sia passato in Cina passando per Malacca (nell'attuale penisola malese) e, dopo avervi trascorso qualche tempo, sia tornato indietro.
A quanto pare il suo assiduo ministero finì con l'indignare i brahmani, la casta sacerdotale dell'induismo, timorosi che il cristianesimo avrebbe finito con il minare dall'interno il loro sistema sociale castale; quindi, sempre secondo la versione siriaca degli Atti di Tommaso Mazdai, il re locale di Mylapore, dopo aver interrogato l'apostolo lo condannò a morte verso l'anno 72: condotto su di una montagna vicina, dopo esser stato autorizzato a pregare il proprio dio, venne prima lapidato e poi accoltellato a morte con una lancia brandita da un brahmino arrabbiato.

## Espansione del cristianesimo nestoriano (431-1360)
Nel 410 l'imperatore sasanide convocò i capi della chiesa persiani nel Concilio di Seleucia-Ctesifonte (410). Il suo scopo era quello di rendere i cattolici di Seleucia al Tigri e Ctesifonte (l'attuale Al-Mada'in in Iraq) leader della minoranza dei cristiani dell'impero, oltre che personalmente responsabili per la loro buona condotta entro tutti i territori del regno: il sinodo accettò il desiderio dell'imperatore.
Nel 424 i vescovi persiani si sono incontrati in un ulteriore concilio sotto la guida del cattolico Dadiso, determinando che non vi sarebbe stato alcun riferimento dei propri problemi disciplinari e teologici a qualsiasi altro potere temporale, soprattutto ai concili della chiesa occidentale. La separazione formale dalla sede del patriarcato di Antiochia e dalla chiesa cattolica sira (sottoposta agli imperatori romani bizantini) si verificò proprio durante questo incontro.

### Nestorianesimo
Lo sviluppo orientale del cristianesimo ha continuato la sua marcia di separazione dall'occidente, spinto anche dagli eventi occorsi al concilio di Efeso del 431, in cui il vescovo siro Nestorio, patriarca di Costantinopoli dal 428, venne accusato di eresia per aver predicato una sua forma personale di cristianesimo passata alla storia come nestorianesimo. Lui e i suoi seguaci finirono con l'esser banditi dall'impero bizantino e da altre istituzioni religiose e politiche.
Il cristianesimo orientale si separò così per formare quella che venne chiamata Chiesa d'Oriente, facente parte dell'Oriente cristiano (anche se molti cristiani orientali non stavano seguendo la dottrina predicata da Nestorio); alcuni storici si riferiscono invece ad essa col termine più generico di "chiesa nestoriana".

### Espansione in Sogdiana e Asia centrale orientale
Il proselitismo, combinato con sporadiche persecuzioni e l'esilio delle comunità cristiane in specifici territori, durante l'impero persiano sasanide causò la diffusione del cristianesimo verso est.
Con l'editto di Milano del 313 l'impero romano concesse al cristianesimo quella tolleranza necessaria e favorevole al suo ulteriore sviluppo, Dopo la conversione dell'imperatore Costantino I il grande, i cristiani indigeni della Persia cominciarono a venir considerati una minaccia politica per i sasanidi; essi esiliarono le comunità cristiane in direzione est, come accadde ad un gruppo ortodosso di Melchiti che furono installati nei pressi di Tashkent (l'attuale capitale dell'Uzbekistan) e ad una comunità di seguaci di Giacomo Baradeo i quali vennero inviati nello Yarkand (attuale Xinjiang alle porte della Cina.
Gli Unni bianchi sono noti per essere stati parzialmente aperti nei confronti del cristianesimo a partire dal 498, finendo per chiedere ai catholicos nestoriani di stabilire un loro vescovo diocesano nelle proprie terre nel 549. Nel 650 vi erano almeno 20 diocesi nestoriane ad est del fiume Oxus (l'odierno Amu Darya).
Lo sviluppo dell'Islam a partire dal tardo VII secolo ha fatto sì che il cristianesimo asiatico risultasse ulteriormente tagliato fuori dal contatto con i cristiani occidentali, ma l'espansione orientale della fede continuò comunque. Le relazioni con l'Islam erano abbastanza buone per i catholicos di Seleucia al Tigri e Ctesifonte, tanto da permetter loro d'inaugurare il proprio ministero spostandosi a Baghdad dopo l'approvazione degli Abbasidi nel 750.
Dal VII secolo in poi le popolazioni dei nomadi turchi dell'Asia centrale iniziarono a convertirsi alla chiesa d'Oriente nestoriana; conversioni di massa si registrarono nel 781-2 e più tardi nel 1007, quando 200.000 tra turchi e mongoli - secondo quanto riferito - divennero cristiani. I turchi kipčaki sono inoltre noti per essersi convertiti al cristianesimo dei georgiani, loro alleati nei conflitti scoppiati contro i musulmani: un vasto numero di questi turchi furono battezzati su espressa richiesta del re Davide IV di Georgia e dal 1120 vi fu una chiesa cristiana nazionale Kipčak con un suo clero influente.

### Il primo cristianesimo in Cina
Il cristianesimo può esser stato presente anche in precedenza in Cina, ma la sua prima introduzione documentata risale al tempo della dinastia Tang (618-907). Una missione cristiana sotto la guida del sacerdote Alopen (descritto variamente come persiano, siriaco o nestoriano) è nota per esser giunta nel 635, ove lui e i suoi seguaci ricevettero un editto che consentiva la creazione di una chiesa.
In Cina la religione cristiana nestoriana era conosciuta come "Dàqín Jǐngjiào" (大秦景教, la luminosa religione dei romani) ove Da Qin designa propriamente l'impero romano e il Vicino Oriente, anche se poi dal punto di vista occidentale il cristianesimo nestoriano era considerato eretico dai cristiani latini.
L'opposizione è sorta attorno ai cristiani nel 698-99 da parte dei buddhisti e successivamente nel 713 da parte dei taoisti, ma nonostante ciò il cristianesimo continuò a crescere e a svilupparsi; nel 781 una stele di pietra (nota come la stele nestoriana) venne eretta nella capitale Tang di Chang'an; essa registra i 150 anni di storia cristiana supportata direttamente dalla corte dell'imperatore cinese. Il testo della stele descrive comunità fiorenti di cristiani presenti in tutto il territorio cinese; ma al di là di questo e di pochi altri reperti frammentari, relativamente poco si conosce della loro storia.
Negli anni successivi altri imperatori non furono così tolleranti in materia religiosa, tanto che nell'845 le autorità cinesi misero in attuazione un divieto dei culti stranieri e così il cristianesimo diminuì in Cina fino al momento dell'espansione dell'impero mongolo nel corso del XIII secolo.

### Cristianesimo tra i mongoli
Nel complesso i mongoli furono altamente tolleranti nei confronti della maggior parte delle fedi religiose e generalmente arrivavano a praticarne diverse nello stesso tempo. Essi erano stati il risultato del proselitismo da parte dei cristiani che professavano il nestorianesimo dal VII secolo in poi e diverse tribù mongole, come quella dei Kereiti, dei Najman, dei Merkit, ed in larga misura anche quella dei Kara Khitay (che lo praticavano in contemporanea con il buddismo), sono state anch'esse cristiane.
Il fondatore dell'impero mongolo, Gengis Khan (1162-1227), professava lo sciamanismo, ma dimostrò di avere grande tolleranza nei confronti delle altre fedi. I suoi figli si sposarono con principesse cristiane del clan dei Kereiti, come ad esempio Sorgaqtani Bekii e Doqouz Kathun, nipoti di capoclan ed appassionate cristiane che giunsero ad avere una notevole influenza presso la corte del Khan. Non nascondevano neppure la propria avversione nei confronti dell'Islam, né tanto meno il desiderio di poter aiutare i cristiani di tutte le sette.
Sotto il governo del nipote Munke (1205-1259), figlio di Sorgaqtani Beki, la principale influenza religiosa sui mongoli era propriamente quella dei cristiani, nei confronti dei quali il nuovo Khnan mostrò uno speciale favore in onore della memoria della madre.

## Avvicinamento Oriente-Occidente
A seguito del grande scisma del 1054 vari sforzi, per diversi secoli, vennero effettuati nel tentativo di riunire l'Oriente con l'Occidente cristiano, con l'obiettivo di rimettere la fede nella sua interezza sotto il dominio del papa.

### Chiesa armena
Nel 1198 fu proclamata un'unione tra Roma e la chiesa apostolica armena, ad opera dell'armeno catholicos - corrispondente al titolo di vescovo -  di Sis, Gregorio VI di Cilicia; ciò tuttavia non è stato seguito dai fatti, in quanto il clero locale e la maggioranza della popolazione rimase fortemente contraria ad una tale unione.
Ancora nel 1441 la chiesa armena capitanata dal catholicos di Sis Gregorio IX di Cilicia proclamò l'unione delle chiese armene e latine presso il concilio di Basilea, Ferrara e Firenze, ma ciò fu contrastato da uno scisma armeno guidato da Kirakos I Virapetsi il quale fece installare e risiedere il catholicos ad Echmiadzin, marginalizzando in tal modo Sis.
Numerose missioni cattoliche furono nel tempo inviate nel regno armeno di Cilicia per cercar di produrre un riavvicinamento; a capo di tali missioni sono stati quasi sempre messi i membri dell'ordine francescano, tra cui Guglielmo di Rubruck nel 1254 e Giovanni da Montecorvino nel 1288.
Il re Aitone II d'Armenia (1266-1307) sarebbe lui stesso diventato un frate francescano a seguito di molteplici abdicazioni. Un altro monaco assai conosciuto fu Nerses Balients il quale era membro del gruppo che sosteneva l'unificazione del movimento unitario armeno con la chiesa latina.

### Chiesa bizantina
Vari sforzi sono stati fatti anche dalla chiesa di rito bizantino con l'intento di riunirsi a Roma. Nel 1272 al già citato beato Giovanni da Montecorvino venne commissionato il compito, dall'imperatore bizantino Michele VIII Paleologo, di comunicare con papa Gregorio X e con l'intento di negoziare la riunione tra la chiesa ortodossa e la chiesa cattolica.

### Missioni cattoliche romane tra i Mongoli e in Cina
La maggior parte dei contatti tra i Mongoli e l'Occidente si sono verificati nel corso del XIII secolo, quando l'impero mongolo si espanse verso l'Europa e la Palestina, in coincidenza con l'ultimo periodo delle Crociate; queste prime prese di contatto hanno dimostrato che i Mongoli ebbero l'impressione che il papa fosse il capo degli europei, tanto che gl'inviarono messaggi insistendo nella sottomissione del continente europeo all'autorità mongola: in cambio i Mongoli dichiararono che dopo la conquista di Gerusalemme questa sarebbe stata restituita ai crociati.
I vari papi che si succedettero in quel periodo, da parte loro, sembravano essere a conoscenza che il cristianesimo esisteva già in Oriente, e tendevano a rispondere con messaggi insistendo sul fatto che i mongoli si convertissero ed accettassero il battesimo. Comunicazioni successive tra i mongoli e la terra europea hanno visto anche il tentativo di instaurare un'alleanza franco-mongola (vedi alleanza tra Mongoli e Crociati) contro i musulmani.
Nel 1253 il re Luigi IX di Francia inviò il frate francescano Guglielmo di Rubruck presso la capitale mongola di Karakorum con l'intenzione esplicita di convertire i Tartari; fra Guglielmo visitò così la corte del Gran Khan Mongke nel 1254 ed osservò la presenza di rappresentanti di varie religioni. Rimase impegnato anche in un famoso dibattito istituito dal Khan per stabilire quale fede fosse la migliore; lasciò poi la corte nel mese di agosto del 1254 recante la risposta di Mongke al re Luigi.
Nel 1268 Marco Polo, assieme al padre e allo zio, torno dal suo viaggio compiuto fino in Cina con un invito da parte di Kubilai Khan rivolto direttamente al papa, supplicandolo che un centinaio di insegnanti di scienze e religione gli fossero inviati; questo per rafforzare il cristianesimo già ben presente all'interno del suo impero. Tuttavia la richiesta si risolse in un nulla di fatto a causa della profonda ostilità dei nestoriani più influenti in quel momento all'interno della corte mongola. Kubilai richiese anche l'assistenza ed il sostegno occidentale per garantire il dominio mongolo sulla Cina tramite la dinastia Yuan.
Nel 1289 il papa Niccolò IV inviò il francescano Giovanni da Montecorvino fino in Cina, attraversando l'India; anche se Kubilai er già morto nel momento in cui Giovanni giunse davanti alla corte mongola di Khanbaliq nel 1294, egli venne accolto gentilmente ed incoraggiato a stabilirsi lì. Giovanni è risultato così esser stato il primo missionario cattolico in terra cinese e la sua predicazione riscontrò un significativo successo, lavorando in gran parte in lingua mongola traducendovi il Nuovo Testamento e i Salmi, e facendo erigere una chiesa che nel giro di pochi anni (a partire dal 1305) si segnalò per aver battezzato circa 6.000 convertiti.
Sotto la supervisione di Giovanni venne anche istituita una scuola di formazione laica con 150 studenti. Presto altri sacerdoti si unirono a lui, Giovanni fu consacrato vescovo, e via via notevoli centri cristiani vennero istituiti nelle province costiere di Jiangsu (a Yangzhou), Zhejiang (a Hangzhou) e Fujian (a Quanzhou). Sotto l'influenza di Giovanni molti mongoli, come ad esempio quelli della tribù Ongut, cambiarono la propria fede da quella nestoriana (Chiesa d'Oriente) al cattolicesimo romano Occidentale.
Dopo la morte di Montecorvino fu mandata un'ambasciata a papa Benedetto XII ad Avignone, da parte di Hui Zong (conosciuto anche come Toghun Temür) nel 1336, richiedendo una nuova guida spirituale; il papa rispose con la nomina di ben quattro ecclesiastici come suoi legati alla corte del Khan. Nel 1338 un totale di 50 ecclesiastici furono inviati dal papa a Pechino, come ad esempio Giovanni de' Marignolli, che vi giunse nel 1342 per rimanersi cinque anni, prima di ritornare ad Avignone.
Tuttavia la dinastia filo-mongola Yuan con sede in Cina cadde preso in declino e nel 1368 fu rovesciata dalla dinastia Ming fondata da nativi cinesi. L'ultimo vescovo cattolico di Quanzhou, Giacomo da Firenze, cadde ucciso dai cinesi nel 1362, mentre a partire dal 1369 tutti i cristiani, sia cattolici romani sia nestoriani (siro-ortodossi o siro-orientali), furono velocemente espulsi dal paese.

## Viaggi europei di esplorazione
I viaggi europei di esplorazione avvenuti a partire dal XVI secolo crearono nuove possibilità di proselitismo cristiano.

## Il cristianesimo in Asia oggi
Ai giorni nostri, il cristianesimo (Suddiviso in chiesa cattolica, protestante e ortodossa) è la fede predominante in sei paesi asiatici: Filippine, Timor Est, Armenia, Georgia, Cipro e Russia. Ma anche in Libano, Kazakistan, Cina, Giappone, Malaysia, Singapore, Indonesia, Vietnam, India, Sri Lanka e Corea del Sud sono presenti grandi comunità cristiane.  In alcuni paesi a maggioranza musulmana, i cristiani e gli esponenti di altre fedi sono perseguitati e sottoposti di routine a gravi limitazioni di espressione. Ad esempio, l'Arabia Saudita ha da poco fatto approvare una legge che raccomanda la pena di morte per chi viene sorpreso a trasportare o contrabbandare la Bibbia nel paese.

### Percentuale e numero di cristiani per paese o territorio asiatico
| Paese o regione     | Percentuale di cristiani | Popolazione totale | Popolazione cristiana | Appartenenza religiosa predominante sulla percentuale della popolazione totale | Approfondimento                         |  |
| ------------------- | ------------------------ | ------------------ | --- | ------------------------------------------------------------------------------ | --------------------------------------- |  |
| Armenia             | 98.7%                    | 3,299,000          | 3,256,113 | Chiesa apostolica armena, 90%                                                  | Cristianesimo in Armenia                |  |
| Timor Est           | 98%                      | 1,108,777          | 1,086,601 | chiesa cattolica romana, 97%                                                   | Cristianesimo a Timor Est               |  |
| Georgia             | 88.6%                    | 4,636,400          | 4,107,850 | chiesa ortodossa georgiana, 83.9%                                              | Cristianesimo in Georgia                |  |
| Filippine           | 85.5%                    | 100,937,921        | 85,601,923 | chiesa cattolica romana, 80.0%                                                 | Cristianesimo nelle Filippine           |  |
| Cipro               | 92,3%                    | 792,604            | 628,535 | chiesa cristiana ortodossa, 70%                                                | Cristianesimo a Cipro                   |  |
| Russia              | 73,6%                    | 142,200,000        | 41%-70% — 58,800,000-120,000,000 membri della chiesa ortodossa russa; 4% — 5,900,000 persone che si identificano come cristiane pur senza appartenere ad alcuna chiesa 1.5% — 2,100,000 persone che credono nel cristianesimo ortodosso senza appartenere ad alcuna denominazione della chiesa ortodossa o appartenenti a chiese non russe 0.2% — 400,000 vecchi credenti 0.2% — 300,000 protestanti 0.1% — 140,000 membri della chiesa cattolica |                                                                                | Cristianesimo in Russia                 |  |
| Libano              | 41%                      | 4,200,000          | 1,800,000 | Sciismo e Sunnismo, sul 27%                                                    | Cristianesimo in Libano                 |  |
| Corea del Sud       | 29.2%                    | 49,232,844         | 14,375,990 | Irreligiosità, 46.5%                                                           | Cristianesimo in Corea                  |  |
| Kazakistan          | 25%                      | 16,536,000         | 4,134,000 | Sunnismo, 69% - 70%                                                            | Cristianesimo in Kazakistan             |  |
| Singapore           | 18%                      | 4,608,167          | 829,470 | Buddhismo (principalmente buddhismo Mahāyāna), 33.3%                           | Cristianesimo a Singapore               |  |
| Kirghizistan        | 17%                      | 5,587,443          | 949,865 | Sunnismo, 86.3%                                                                | Cristianesimo in Kirghizistan           |  |
| Indonesia           | 12%                      | 230,512,000        | 27,661,440 | Islam, 85.1%                                                                   | Cristianesimo in Indonesia              |  |
| Hong Kong           | 11.7%                    | 7,122,508          | 833,333 | Irreligiosità, 57% - 80%                                                       | Cristianesimo a Hong Kong               |  |
| Brunei              | 10%                      | 381,371            | 38,137 | Sunnismo, attorno al 64%                                                       | Cristianesimo in Brunei                 |  |
| Kuwait              | 10% - 15%                | 2,596,561          | 259,656–389,484 | Sunnismo, 74%                                                                  | Cristianesimo in Kuwait                 |  |
| Siria               | 10%                      | 19,747,586         | 1,974,759 | Sunnismo, 74%                                                                  | Cristianesimo in Siria                  |  |
| Malaysia            | 9.2%                     | 27,780,000         | 2,555,760 | Sunnismo, 61.3%                                                                | Cristianesimo in Malaysia               |  |
| Bahrein             | 9%                       | 718,306            | 64,647 | Sciismo, 66-70%                                                                | Cristianesimo in Bahrein                |  |
| Macao               | 9%                       | 460,823            | 41,474 | Buddhismo Mahāyāna, oltre il 75%                                               | Cristianesimo a Macao                   |  |
| Turkmenistan        | 9%                       | 4,997,503          | 449,775 | Islam (principalmente Sunnismo), 89%                                           | Cristianesimo in Turkmenistan           |  |
| Emirati Arabi Uniti | 9%                       | 4,621,399          | 415,926 | Sunnismo, 65% dei residenti, 85% dei cittadini                                 | Cristianesimo negli Emirati Arabi Uniti |  |
| Uzbekistan          | 9%                       | 28,128,600         | 2,531,574 | Islam 90%                                                                      | Cristianesimo in Uzbekistan             |  |
| Qatar               | 8.5%                     | 928,635            | 78,934 | Wahhabismo, Islam (Salafismo), 72.5%                                           | Cristianesimo in Qatar                  |  |
| Sri Lanka           | 8%                       | 21,128,773         | 1,690,302 | Buddhismo Theravada, 70%                                                       | Cristianesimo nello Sri Lanka           |  |
| Vietnam             | 8%                       | 86,116,559         | 6,889,325 | Irreligiosità, 81%                                                             | Cristianesimo in Vietnam                |  |
| Giordania           | 6%                       | 6,198,677          | 371,921 | Sunnismo, 90%                                                                  | Cristianesimo in Giordania              |  |
| Azerbaigian         | 4.8%                     | 8,845,127          | 424,566 | Sciismo, 81%                                                                   | Cristianesimo in Azerbaigian            |  |
| Taiwan              | 4.5%                     | 22,920,946         | 1,031,443 | Buddhismo (varie sette), 35.1%                                                 | Cristianesimo a Taiwan                  |  |
| Oman                | 4.3%                     | 3,311,640          | 120,000 | Ibaditi (Islam), 75%                                                           | Cristianesimo in Oman                   |  |
| Birmania (Burma)    | 4%                       | 47,758,224         | 1,910,329 | Buddhismo Theravada, 89%                                                       | Cristianesimo in Birmania               |  |
| Iraq                | 4%                       | 28,221,181         | 1,128,847 | Sciismo, 60%–65%                                                               | Cristianesimo in Iraq                   |  |
| Cina                | 3% - 4%                  | 1,322,044,605      | 39,661,338 - 67,070,000 | Irreligiosità, 60% - 70%                                                       | Cristianesimo in Cina                   |  |
| Palestina           | 3%                       | 4,277,000          | 128,310 | Sunnismo, 98%                                                                  | Cristianesimo in Palestina              |  |
| India               | 2.3%                     | 1,147,995,226      | 26,403,890 | Induismo, 80.5%                                                                | Cristianesimo in India                  |  |
| Mongolia            | 2.1%                     | 2,996,082          | 62,918 | Buddhismo Tibetano, 53%                                                        | Cristianesimo in Mongolia               |  |
| Israele             | 2%                       | 7,112,359          | 161,000 | Ebraismo (varie sette), 75.4%                                                  | Cristianesimo in Israele                |  |
| Giappone            | 2%                       | 127,920,000        | 2,558,400 | Scintoismo/Irreligiosità, 70% - 84%                                            | Cristianesimo in Giappone               |  |
| Corea del Nord      | 1.7%                     | 49,232,844         | 836,958 | Irreligiosità, 64.3%                                                           | Cristianesimo in Corea                  |  |
| Laos                | 1.5%                     | 6,677,534          | 100,163 | Buddhismo Theravada, 67%                                                       | Cristianesimo in Laos                   |  |
| Pakistan            | 1.5%                     | 167,762,049        | 2,516,431 | Sunnismo, 80% - 95%                                                            | Cristianesimo in Pakistan               |  |
| Cambogia            | 1%                       | 13,388,910         | 133,889 | Buddhismo Theravada, 95%                                                       | Cristianesimo in Cambogia               |  |
| Tagikistan          | 1%                       | 4,997,503          | 499,750 | Sunnismo, 93%                                                                  | Cristianesimo in Tagikistan             |  |
| Bhutan              | 0.9%                     | 682,321            | 12,255 | Buddhismo Vajrayāna, 67% - 76%                                                 | Cristianesimo in Bhutan                 |  |
| Thailandia          | 0.7%                     | 65,493,298         | 458,453 | Buddhismo Theravada, 94.6%                                                     | Cristianesimo in Thailandia             |  |
| Nepal               | 0.5%                     | 29,519,114         | 147,596 | Induismo, 80.6%                                                                | Cristianesimo in Nepal                  |  |
| Iran                | 0.4%                     | 70,472,846         | 300,000 | Sciismo, 90% - 95%                                                             | Cristianesimo in Iran                   |  |
| Bangladesh          | 0.3%                     | 153,546,901        | 460,641 | Sunnismo, 89.7%                                                                | Cristianesimo in Bangladesh             |  |
| Turchia             | 0.2%                     | 74,724,269         | 149,449-310,000 | Sunnismo, 70-80%                                                               | Cristianesimo in Turchia                |  |
| Yemen               | 0.17%                    | 23,013,376         | 3,000-41,000 | Sunnismo, 53%                                                                  | Cristianesimo in Yemen                  |  |
| Afghanistan         | 0.02% - insignificante   | 32,738,775         | 500-8,000 | Sunnismo, 80% - 85%                                                            | Cristianesimo in Afghanistan            |  |
| Maldive             | 0% - insignificante      | 379,174            | 300 | Sunnismo, 100%                                                                 | Cristianesimo nelle Maldive             |  |
| Arabia Saudita      | 0% - insignificante      | 23,513,330         | I cristiani espatriati sono circa 1.2 milioni (4.4%) | Wahhabismo, Islam (Salafismo), 85% - 90%                                       | Cristianesimo in Arabia Saudita         |  |